# Obwód pawłodarski
Obwód pawłodarski (kaz. Павлодар облысы, ros. Павлодарская область) – obwód w północno-wschodniej części Kazachstanu o powierzchni 124 800 km². Jego stolicą jest Pawłodar. Obwód zamieszkuje 751 012 mieszkańców (2021). Obwód graniczy od północy z Rosją, od zachodu z obwodem akmolskim, od południowego wschodu z obwodem abajskim, od północnego zachodu z obwodem północnokazachstańskim i od południa z obwodem karagandyjskim. Większość powierzchni nizinna (Nizina Zachodniosyberyjska), na południowym zachodzie wyżynna (Pogórze Kazachskie); wydobycie węgla kamiennego i brunatnego, soli kamiennej i złota; przemysł głównie maszynowy, metalowy, lekki, spożywczy; główne ośrodki: Pawłodar, Jekybastuz; uprawa głównie pszenicy, hodowla owiec oraz bydła.

## Rejony
- rejon Akkuły
- rejon Aktogaj
- rejon Bajanauył
- rejon Jertys
- rejon Terengköl
- rejon Maj
- rejon Pawłodar
- rejon Szarbakty
- rejon Uspien
- rejon Żelezin